# Nesonycteris woodfordi
Nesonycteris woodfordi är en däggdjursart som först beskrevs av Thomas 1887.  Nesonycteris woodfordi ingår i släktet Nesonycteris och familjen flyghundar. IUCN kategoriserar arten globalt som livskraftig.
Denna flyghund förekommer på Salomonöarna. Arten vistas i låglandet och i bergstrakter upp till 1100 meter över havet. Habitatet utgörs av skogar och dessutom uppsöker Nesonycteris woodfordi trädgårdar och fruktodlingar. Individerna vilar ensam eller i små flockar i den täta växtligheten.
Inga underarter finns listade i Catalogue of Life. Wilson & Reeder (2005) samt IUCN listar populationen i sydöstra Salomonöarna som underart till Nesonycteris woodfordi. Den klassificerades tidigare som god art. Enligt den nya indelningen finns två underarter.
- N. w. aurantius
- N. w. woodfordi